# Colotenango
Colotenango är en kommunhuvudort i Guatemala.   Den ligger i kommunen Municipio de Colotenango och departementet Departamento de Huehuetenango, i den västra delen av landet, 150 km nordväst om huvudstaden Guatemala City. Colotenango ligger 1 596 meter över havet och antalet invånare är 1 690.
Terrängen runt Colotenango är kuperad söderut, men norrut är den bergig. Colotenango ligger nere i en dal. Runt Colotenango är det ganska tätbefolkat, med 155 invånare per kvadratkilometer. Närmaste större samhälle är Ixtahuacán, 5,9 km väster om Colotenango. I omgivningarna runt Colotenango växer huvudsakligen savannskog.